# 大衍曆
《大衍曆》是唐玄宗開元年間制定的曆法。
唐高宗時頒行《麟德曆》，一直使用到開元年間，又出現緯晷不合的問題，一行和尚(半僧人 張遂.張公瑾之孫)開始編輯新曆，並在鐵勒與交州之間成立十二座天文測量點，测量各测点正午日影长度，開元十七年（729年）頒行《大衍曆》取代《麟德曆》。上元二年（761年），被《五紀曆》取代。《大衍曆》于开元二十一年（733年）传入日本。日本天平宝字八年（764年）采用《大衍曆》。贞观三年（862年），被《宣明曆》取代。